# Mít trộn
Mít trộn là một món ăn đặc sản của hai tỉnh Quảng Nam, Quảng Ngãi và thành phố Đà Nẵng. Mít trộn là mít non được luộc chín vừa tới, xé tơi để trộn với gỏi thịt ba rọi hoặc tôm thẻ hay da heo cắt sợi. Mít trộn làm ngon nhất là vào mùa mít non (Tháng 2 đến tháng 4 Âm lịch). Mít trộn là món ăn không thể bỏ qua ở Đà Nẵng vì ở đây trái mít có vị rất thơm và đậm mùi. Nhưng muốn cho món Mít Trộn chân chất Xứ Quảng thì phải thêm đậu phộng giã dập, hành phi, nước mắm chua ngọt với ít rau răm và húng lủi.